# Bloktryk
Bloktryk er en trykketeknik hvor farven ligger oven på det mønster, som stemples ned på papiret eller stoffet. Det er en primitiv trykteknik, som er velegnet, hvor man ønsker at jævne kraftigt farvemættede flader.